# UN Women
De United Nations Entity for Gender Equality and the Empowerment of Women, in het kort UN Women, is een taakgroep van de Verenigde Naties die zich inzet voor de gelijkberechtiging van vrouwen.
UN Women ging van start in januari 2011. De eerste directeur was de voormalige Chileense president Michelle Bachelet, de functie wordt sinds 2013 bekleed wordt door Phumzile Mlambo-Ngcuka. Adjunct-directeur is sinds maart 2018 de Zweedse Åsa Regnér.

## Geschiedenis
De geschiedenis van UN Women gaat terug tot 1975, het Internationaal Jaar van de Vrouw, meteen de start van het “decennium van de vrouw” (1976-1985). Een VN-Steunfonds werd opgericht voor initiatieven inzake gelijkberechtiging van vrouwen. In december 1984 werd de werking van het fonds door de Algemene Vergadering van de Verenigde Naties verlengd, en kort nadien omgevormd tot UNIFEM.
Op 2 juli 2010 stemde de Algemene Vergadering, na jarenlange discussies tussen de VN-lidstaten, vrouwenorganisaties en de burgermaatschappij, resolutie 64/289. Hierbij werden de bestaande VN-entiteiten voor gendergelijkheid, UNIFEM, het International Research and Training Institute for the Advancement of Women (INSTRAW), het Office of the Special Adviser on Gender Issues (OSAGI), en de Division for the Advancement of Women (DAW) samengevoegd tot UN Women, met ingang van 1 januari 2011.:Art.49,p. 8

## Structuur

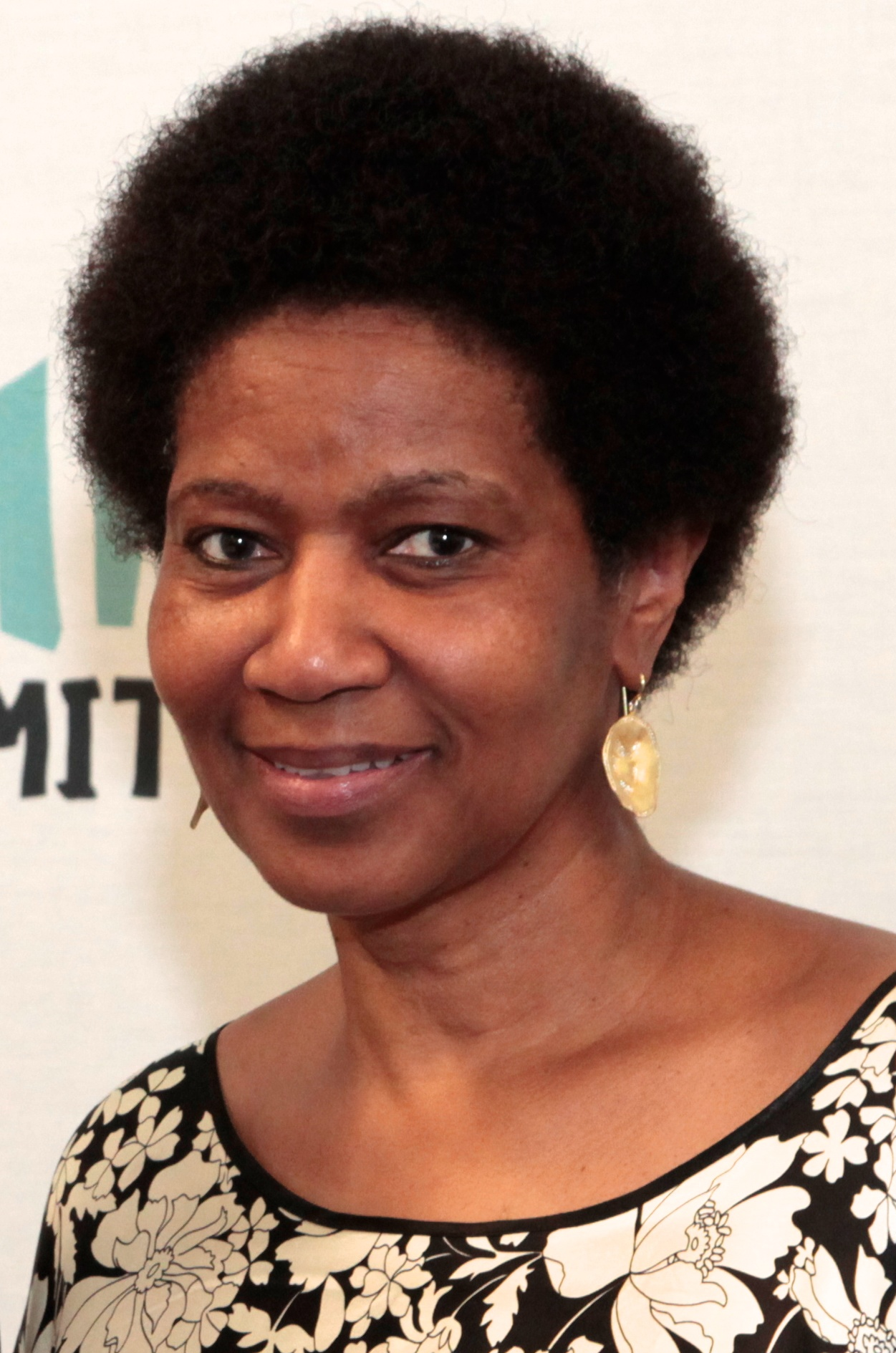
Phumzile Mlambo-Ngcuka, huidig directeur UN Women

Het beleid van UN Women staat onder toezicht van de Algemene Vergadering en de Economische en Sociale Raad, meer bepaald de United Nations Commission on the Status of Women. Voor de concrete werking wordt die structuur aangevuld met de Raad van Bestuur (Executive Board) van UN Women. Deze bestaat uit 41 leden, waarvan 35 uit verschillende werelddelen, 4 van de grootste donateurs en 2 ontwikkelingslanden.:Art.60,p. 10
Het hoofdkantoor van UN Women is in New York, met daarnaast kantoren in Genève, Tokio, Washington D.C., Addis Abeba, Brussel, Kopenhagen, en Abu Dhabi.

## Werking
UN Women heeft een brede reeks werkterreinen, onder meer:
- Politieke participatie, ook binnen de Verenigde Naties zelf
- Economische emancipatie
- Geweld tegen vrouwen
- Vrede en veiligheid
- Humanitaire acties
- Jeugd
- Goed bestuur en planning
- Duurzame ontwikkeling
- HIV en AIDS

Rond deze thema's worden actieprogramma's opgesteld. De organisatie beschikt ook over een digitale bibliotheek, en geeft sedert 2000 het tussentijds rapport Progress of the World’s Women uit.